# São Bartolomeu de Messines
São Bartolomeu de Messines ist eine Gemeinde (Freguesia) im portugiesischen Kreis Silves. In ihr leben 8157 Einwohner (Stand 19. April 2021).

## Geschichte
Spuren aus der Altsteinzeit und der Jungsteinzeit haben gezeigt, dass dieser Ort seit Beginn der Menschheit bewohnt war. Obwohl die römische Besiedlung seit langem belegt ist, wurde zwischen 2009 und 2014 bei Ausgrabungen in dieser Gemeinde eine römische Villa  (Römisches Haus) entdeckt, die heute als römische Villa von Corte bekannt ist. Diese Villa war der erste Gebäudekomplex aus römischer Zeit im Barrocal-Gebiet der Algarve und das wichtigste Bauwerk aus dieser Zeit, das in der Algarve-Region ausgegraben wurde. Die Entdeckung von Gegenständen, die aus Süditalien und Griechenland importiert wurden, lassen die Forscher vermuten, dass die Menschen, die an diesem Ort lebten, einen hohen sozialen Status hatten, der von einem gewissen Wohlstand zeugte, und die Entdeckung von Materialien, die mit der Textilherstellung in Verbindung stehen, lassen sie ebenfalls vermuten, dass dies eine der dort entwickelten Aktivitäten war. Vom 8. bis zum 12. Jahrhundert stand der Ort unter muslimischer Herrschaft und war zuvor unter dem Namen Mussiene bekannt, bevor er 1189 während der Reconquista vom Königreich Portugal von den Mauren zurückerobert wurde. In der Zeit vor der Eroberung durch die Truppen des portugiesischen Königs Sancho I. und der Kreuzfahrer trug die Gemeinde São Bartolomeu de Messines den Namen Mussiene, ein Toponym arabischen Ursprungs, das sich von dem arabischen Wort mâzin ableitet, das so viel wie „Kompliment“ bedeutet. Die Verwendung von Adjektiven zur Benennung von Orten war nicht üblich, aber es gibt andere Beispiele in Portugal wie die Stadt Elvas, die sich vom arabischen Wort smiley ableitet, Ourique (Wariq) vom arabischen Wort für grün oder Alte vom arabischen Wort für elegant. Leider ist die mittelalterliche Kirche nicht bis in die Neuzeit vorgedrungen, was sich durch die Randlage des Dorfes und die Entfernung zu den großen Zentren erklären lässt. Die Altstadt stammt hauptsächlich aus dem 16. Jahrhundert und ihre kleinen, engen, gepflasterten Straßen sind nördlich der Hauptkirche São Bartolomeu de Messines am Ende der Hauptstraße des Ortes anzuzeigen.